# Kršćanska fantastika
Kršćanska fantastika podžanr je fantastike u kojem se pojavljuju neki elementi kršćanstva.

## Obilježja
U nekim djelima kršćanske fantastike elementi se osobito ističu, a u drugim su pak suptilniji i teže uočljivi. Česta obilježja su teme filozofskih ideja, društvenih pitanja, vjere i morala, borbe dobra i zla te duboke karakterizacije likova. Nije česta uporaba magije, iako nije ni isključena (npr. Gandalf u Gospodaru prstenova). Vrlo često se koristi alegorija (npr. Čarobnjakov nećak).

## Utjecaj na društvo
Iako u Hrvatskoj kršćanska fantastika nije osobito popularna, u SAD-u i europskim državama postaje sve popularnija, čemu u prilog govori i činjenica da se njome bave i znanstveni radovi (poznati rad Kršćanska fantastika: Od 1200. do danas engleskog književnog kritičara Colina Manlovea). Čitanje knjiga kršćanske fantastike može imati velik utjecaj na duhovni razvoj čovjeka, koji može dovesti čak i do obraćenja (npr. čitanje Gospodara prstenova potaklo je mnogo ljudi da se obrate na kršćanstvo, pa čak i samog C. S. Lewisa, koji će kasnije postati jedan od najpoznatijih pisaca tog žanra).

## Najpoznatiji autori i djela kršćanske fantastike

### Strani autori i djela
| - John Ronald Reuel Tolkien - Silmarillion, Hobit, Gospodar prstenova - Clive Staples Lewis - serijal Narnijske kronike (7 knjiga) - Raymond Arroyo - serijal Will Wilder (7 knjiga) - M. Weis & T. Hickman - serijal Izgubljene kronike | - Carole Wilkinson - serijal Dragonkeeper - Donita K. Paul - serijal The Dragon Keeper Chronicles - C. Dale Brittain - serijal Yurt - Sharon Hinck - serijal The Sword of Lyric |

### Domaći autori i djela
- Tihomir Horvat - Vila Velebita

## Pitanje Harryja Pottera
Vrlo je dvojbena situacija oko poznatog serijala Harry Potter. Autorica tog serijala J. K. Rowling je kršćanka, stoga je umetnula mnoge kršćanske poveznice i elemente u Harryja Pottera (npr. Harryjeva smrt i povratak kako bi uništio Voldemorta[HP7], biblijski natpisi na grobovima Harryjevih roditelja, proročanstvo i sl.) Neki kršćanski autori uspoređuju i Nevillea s Petrom; obojica se u početku boje, ali kasnije hrabro preuzimaju vodstvo. Osim toga, knjiga ima sva obilježja kršćanske fantastike (duboka karakterizacija, društvena pitanja, borba dobra i zla). Mnogi crkveni velikodostojnici kao kardinal George Pell hvalili su Harryja Pottera, a čak je i papa Ivan Pavao II. rekao: "One (knjige) nisu problem. Ako sam dobro razumio (...), pomažu čitatelju u razlikovanju dobra i zla." Ipak, neki svećenici kao don Damir Stojić i katolički mislioci kao Gabriele Kuby smatraju serijal antikršćanskim.

## Poveznice
- Kršćanska književnost